# Paul Beckert (Architekt)
Paul Julius Ludwig Beckert (* 20. Juli 1885 in Lichtenstein/Sa.; † 15. Februar 1949 in Lichtenstein/Sa.) war ein deutscher Architekt mit Tätigkeitsschwerpunkt in Sachsen. Beckert ist Vater des Architekten Hannsgeorg Beckert und des Fotografen Ulfert Paul Beckert. Sein Onkel war der Maler Paul Beckert.

## Leben und Werk
Nach Besuch der Volksschule machte Beckert zunächst eine Maurerlehre, gefolgt vom Besuch der Städtischen Bauschule in Glauchau. Nach Anstellungen im Architekturbüro Albert Bauder in Stuttgart und Karl Hitzbleck in Duisburg, studierte Beckert 1910/11 an der Königlich Technischen Hochschule München bei Friedrich von Thiersch, danach von 1912 bis 1916 an der Königlich Sächsischen Akademie für Bildende Künste im Meisteratelier für Baukunst von German Bestelmeyer. Nach Kriegsbeteiligung als Unteroffizier ab 1916 gründete Beckert 1919 ein eigenes Architekturbüro in Lichtenstein, das bis zu seinem Tod 1949 bestand.
Das Büro Beckert war in der Zwischenkriegszeit prägend für die Architektur und Ortsgestaltung des Westerzgebirges. Beckerts Tätigkeit umfasste den Wohnungsbau, Industriebauten und öffentliche Gebäude. Dabei stand seine Tätigkeit in enger Verbindung mit der Steinkohlebergbau in der Region. Das Büro beschäftigte bis zu 16 Mitarbeitern und baute größere Siedlungen für Bergleute etwa in Hohndorf und Auerbach aber auch Schachtanlagen für Bergwerke. Hinzu kommen eine Vielzahl an Industriebauten, öffentlicher Gebäude in verschiedenen Orten im Westerzgebirge, darunter Schulen und Krankenhäuser, und Wohnhäuser. Der Stil von Beckerts Bauten war im Städtebau vornehmlich durch eine „historisch eklektizistische Gestaltungsweise“ gekennzeichnet, bei den Industriebauten nahm Beckert hingegen die Formsprache des Neuen Bauens der Zeit der Weimarer Republik auf.

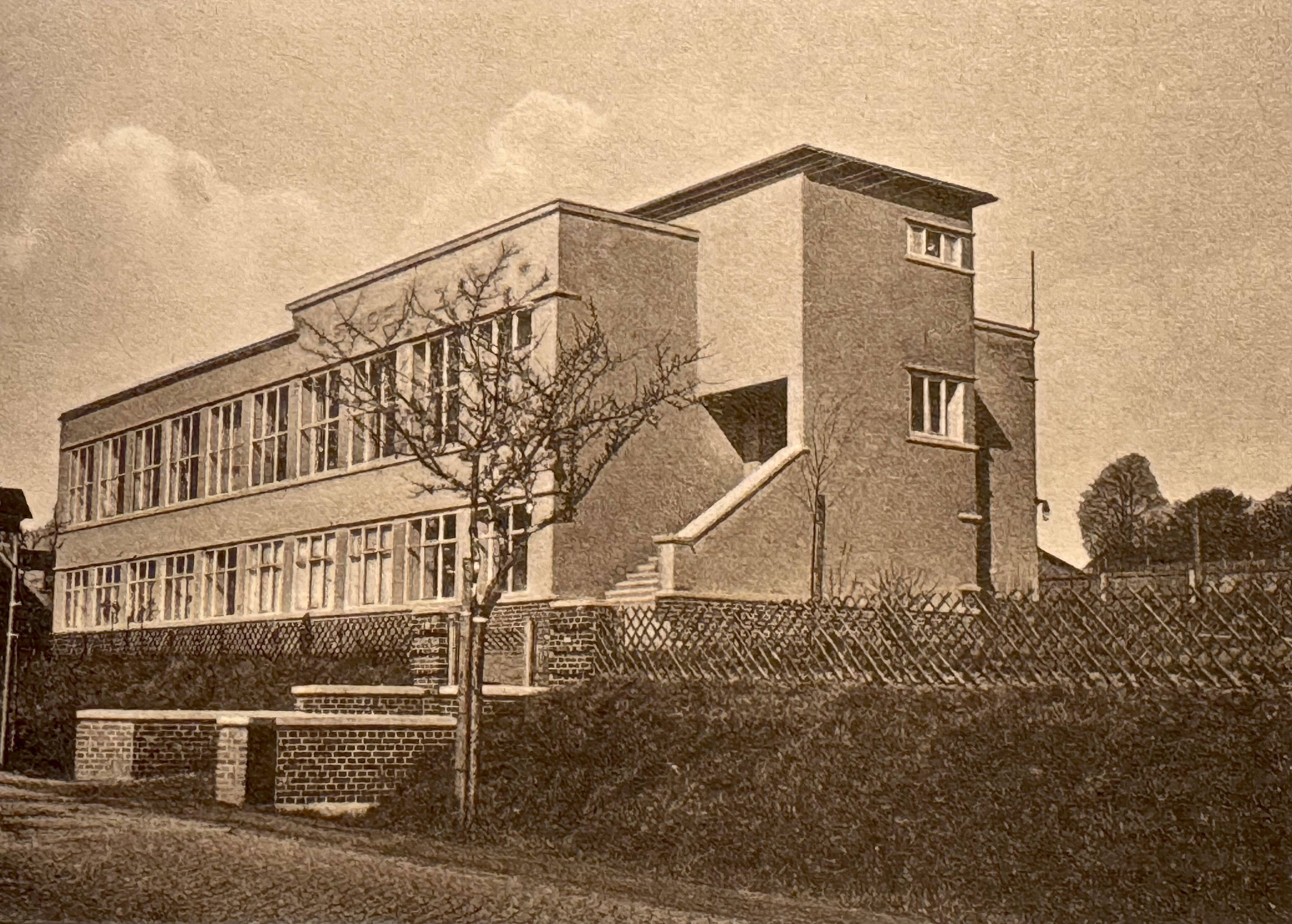
Gebäude der Strickwarenfabrik Eugen Zapf in Lichtenstein. Erbaut 1929. Architekt Paul Beckert.

## Bauten (Auswahl)
Folgende Bauten gehen auf Beckerts Planungen zurück:
- Concordia-Siedlung Oelsnitz, Erzgebirge
- Wohnhaus Dr. Kuessner, Lichtenstein / Sa.
- Bergarbeiterheimstätten in Hohndorf, Hoher Weg
- Pestalozzi-Schule Rodewisch/V
- Zentralschule Oberwiesenthal
- Handels- und Gewerbeschule Zschopau
- Schule Hormersdorf
- Feuerwache Hohndorf
- Rathaus Rödlitz
- Stadthaus und Feuerwache Treuen (1927–1928)
- Bezirkskrankenhaus Stollberg/E
- Strickwarenfabrik Eugen Zapf, Lichtenstein/Sa. (1929)